# Dulce de batata
El dulce de batata és una confitura feta amb moniato. La textura és semblar a la del codonyat. El color és groguenc o vermellós obscur.
El dolç pot ser preparat sol o amb xocolata, fruites... Es pot menjar sol o com a part d'altres preparacions, com ara el postre vigilante, els pastelitos criollos...